# Bienvenido (canción)
«Benvenuto» —en español: «Bienvenido»— es una canción grabada por la cantante italiana Laura Pausini. Es el primer sencillo de su álbum de estudio Inédito. La canción está producida por Paolo Carta, y compuesta por Laura Pausini, Niccolò Agliardi y Paolo Carta. Se publicó el 12 de septiembre de 2011, bajo el sello de Atlantic Records, perteneciente a Warner Music. Fue difundida por las radios convencionales y luego lanzado en formato digital. Debutó como número uno en el Top digital download Además de esto, luego de posicionarse en la cima de ventas en iTunes, en sus primeras veinticuatro horas «Benvenuto» logró alcanzar la cifra de más de 35 000 descargas digitales en su país, y posteriormente fue certificado como disco de platino por la Federación de la Industria Música Italiana.
La canción también fue grabada en una versión en español, titulada «Bienvenido» y publicada como el primer sencillo de la versión en español del álbum, Inédito para América Latina, España y Estados Unidos. El vídeo musical de esta versión de la canción recibió una nominación a Vídeo del año en los premios "Lo nuestro" de 2012, que se celebró el 16 de febrero de 2012.

## Antecedentes
Laura Pausini reveló el título y arte de tapa del sencillo a través de su web oficial el 11 de agosto de 2011. El 10 de septiembre de 2011, la letra de la canción fue puesta en libertad, junto con un avance de la canción.
La versión completa de la canción fue publicada en el sitio web de Pausini el 11 de septiembre de 2011. El 12 de septiembre de 2011, la canción fue lanzada en todo el mundo como un sencillo digital y se emitió por primera vez por las principales radios italianas. La canción también contó con su respectiva versión en español titulada «Bienvenido».
Durante una entrevista después de la publicación del álbum Inédito, Pausini reveló que «Non ho mai smesso», fue elegido como el primer sencillo del álbum, pero que personalmente decidió lanzar «Benvenuto», como el tema principal de Inédito, explicando que quería lanzar una canción más optimista y menos melancólica. Posteriormente «Non ho mai smesso» fue lanzado como el segundo sencillo del álbum.

## Composición
La canción comienza con un solo de batería, el cual es un homenaje a Phil Collins, según lo declarado por la propia Pausini. seguido por el piano, y luego por la voz de Laura. La canción tiene una estructura fácil y sencilla, en el que cada verso es seguido por el coro.
La canción se compuso con la intención que fuera un himno para el futuro, con el objetivo de dar la bienvenida a las cosas y personas más auténticas.
La letra de la canción contiene referencias a sucesos de actualidad, tratando de inyectar coraje y optimismo, a pesar de toda la crisis económica mundial que comenzó finales de la década del 2000. En otros versos de la canción, es más personal, haciendo referencia a la vida privada de Pausini.

## Contenido lírico
Contiene algunas referencias a acontecimientos de actualidad, compuesto con el objetivo de inyectar coraje y optimismo a los oyentes, a pesar de la crisis económica mundial que comenzó a finales del decenio de 2000.
El tema está dedicado a las cosas más auténticas y personas, y quiere animar a no tener miedo de ser ellos mismos. Algunas de las líneas de la canción también se refieren a la vida privada de Pausini.
Jon O'Brien de Allmusic comentó:

«"Benvenuto", número uno en su país, es uno de los temas más épicos que ella puso su nombre a gracias a sus tambores estrépito y el aumento estribillo melódico»
Crítica de Allmusic a Inédito

## Vídeo musical
El vídeo musical de «Bienvenido», dirigida por Gaetano Morbioli, se filmó en el Parque Arena de Ámsterdam a finales de julio de 2011 y contó con la presencia de algunos fanes de la cantante.
El rodaje del vídeo fue interrumpido por los paparazzi. El vídeo musical fue lanzado el 28 de septiembre de 2011 en la cuenta oficial de Warner Music Italia en la plataforma de YouTube.
Laura es la protagonista del vídeo, la cual aparece tipo Hippy con vestuario de Roberto Cavalli, Gaetano Morbioli declaró sobre el vídeo:
"Hemos reconstruido una situación que de alguna manera evoca las grandes reuniones de hace unos años, una especie de moderna Woodstock. El vídeo musical muestra un viaje a un lugar mágico, en el que se celebrará un concierto único ".

## Desempeño comercial
La canción debutó en el número uno en la lista italiana de descargas digitales. En la semana siguiente, descendió al número 6. Más tarde completó nueve semanas no consecutivas en la lista en la posición #10. Además recibió la certificación de platino por la Federación de la Industria Musical Italiana por las descargas domésticas superiores a 30 000 unidades.
El 18 de septiembre de 2011, el sencillo también debutó en el número 21 en la lista española, y la semana siguiente subió hasta el puesto número 15, siendo la mejor ubicación de la canción en dicha lista. Después del lanzamiento del álbum, la canción entró en la lista de sencillos en Suiza, donde logró el puesto número 49, y en los Estados Unidos, alcanzó el número 15 en el Latin Pop Songs.

### Posicionamiento en las listas musicales
| País           | Lista (2011-12)              | Mejor posición | Ref.   |
| -------------- | ---------------------------- | -------------- | ------ |
| Bélgica        | Ultratop Valona              | 8              | [ 21 ] |
| Brasil         | Top Latino Brazil            | 44             | [ 23 ] |
| Croacia        | Airplay Radio Chart          | 50             | [ 24 ] |
| España         | Top 50 canciones             | 15             | [ 20 ] |
| España         | Promusicae Airplay           | 4              | [ 25 ] |
| España         | iTunes - España              | 1              | [ 26 ] |
| Estados Unidos | Latin Pop Songs              | 15             | [ 22 ] |
| Estados Unidos | Hot Latin Songs              | 41             | [ 22 ] |
| Italia         | Top Digital Download         | 1              | [ 3 ]  |
| Italia         | Nielsen Music Control        | 3              | [ 27 ] |
| México         | Billboard México Airplay     | 19             | [ 28 ] |
| México         | Billboard Airplay en Español | 7              | [ 29 ] |
| Suiza          | Singles Top 75               | 49             | [ 30 ] |

## Certificaciones
| País   | Organismo certificador | Certificación | Simbolización | Ref.  |
| ------ | ---------------------- | ------------- | ------------- | ----- |
| Italia | FIMI                   | Platino       |               | [ 5 ] |

### Sucesión en listas
| Anterior: «I soliti» de Vasco Rossi | FIMI — Sencillo Nro 1 12 de septiembre de 2011 — 19 de septiembre de 2011 | Siguiente: «Someone like You» de Adele |